# Championnats d'Afrique de taekwondo 2010
Navigation
Édition précédente Édition suivante
Les championnats d'Afrique de taekwondo 2010 se déroulent à Tripoli (Libye) du 22 au 26 novembre 2010. 

## Médaillés

### Hommes
| Épreuves | Or                            | Argent                         | Bronze                                                  |
| -------- | ----------------------------- | ------------------------------ | ------------------------------------------------------- |
| - 54 kg  | Mokdad El-Yamine (ALG)        | Sherif Wasfy Shaaban (EGY)     | Frederico Muianga (MOZ) Guennouni Abderrahmane (MAR)    |
| - 58 kg  | Tamer Salah Bayoumi (EGY)     | Mohamed Tlish Salem (LBA)      | Makhtar Ngom (SEN) Seydou Niang (MLI)                   |
| - 63 kg  | Abdelraoof Kerwash (LBA)      | Wahid Briki (TUN)              | Mohamed Siraj (MAR) Jean Noel Obou Seri (CIV)           |
| - 68 kg  | Nidhal Sbouae (TUN)           | Ezzeddine Belgasem Faraj (LBA) | Ismael Abdoulaye (NIG) Abdallah Osma Tawfek Ahmed (EGY) |
| - 74 kg  | Saifeddine Trabelsi (TUN)     | Mahmoud Saeed (EGY)            | Salahddine Khalifa Khiri (LBA) Ali Souleymane (NIG)     |
| - 80 kg  | Issam Chernoubi (MAR)         | Fathy Kerwash (LBA)            | Osama Abdelrahmam (EGY) Yassine Trabelsi (TUN)          |
| - 87 kg  | Remy Essekabou Alazoula (CAF) | Mohammed El Karzazi (MAR)      | Anthony Mylann Obame (GAB) Seydou Gbane (CIV)           |
| + 87 kg  | Abdelkader Zrouri (MAR)       | Nour Eldein Gamal (LBA)        | Issa Alzouma (LBA) Firmin Zokou (CIV)                   |

### Femmes
| Épreuves | Or                                | Argent                   | Bronze                                            |
| -------- | --------------------------------- | ------------------------ | ------------------------------------------------- |
| - 46 kg  | Zeineb Amdouni (TUN)              | Khady Fall (SEN)         | Hawaa Mohamed (LBA) Naima Nadir (MAR)             |
| - 49 kg  | Radwa Reda (EGY)                  | Sanaa Atabrour (MAR)     | Hind Mokhtari (ALG) Yosra Akremi (TUN)            |
| - 53 kg  | Lamyaa Bekkali (MAR)              | Imen Wesletti (TUN)      | Caroline Maher Yousry (EGY) Faniang Dieye (SEN)   |
| - 57 kg  | Hajiba Enhari (MAR)               | Rahma Ben Ali (TUN)      | Bineta Diedhiou (SEN)                             |
| - 62 kg  | Samira Abd El Azim Saadalla (EGY) | Said Tahra Ben Oof (SUD) | Aminata Makou Traoré (MLI) Carole Toh Irika (CIV) |
| - 67 kg  | Seham Elsawalhy (EGY)             | Djahila Koné (CIV)       | Maream Ramdam Mohamad (SUD) Hawa Dosh (LBA)       |
| - 73 kg  | Hakima El Meslahy (MAR)           | Mbassa Sakho (SEN)       | Hend Mohamed Mosa (EGY) Mamina Koné (CIV)         |
| + 73 kg  | Wiam Dislam (MAR)                 | Linda Azzedine (ALG)     | Nessren Mohamed (LBA) Heba Mahmood Khamis (EGY)   |

## Tableau des médailles
| Rang | Nation                    | Or | Argent | Bronze | Total |
| ---- | ------------------------- | -- | ------ | ------ | ----- |
| 1    | Maroc                     | 6  | 2      | 3      | 11    |
| 2    | Égypte                    | 4  | 2      | 5      | 11    |
| 3    | Tunisie                   | 3  | 3      | 2      | 8     |
| 4    | Libye                     | 1  | 4      | 4      | 9     |
| 5    | Algérie                   | 1  | 1      | 1      | 3     |
| 6    | République centrafricaine | 1  | 0      | 0      | 1     |
| 7    | Sénégal                   | 0  | 2      | 3      | 5     |
| 8    | Côte d'Ivoire             | 0  | 1      | 5      | 6     |
| 9    | Soudan                    | 0  | 1      | 1      | 2     |
| 10   | Niger                     | 0  | 0      | 3      | 3     |
| 11   | Mali                      | 0  | 0      | 2      | 2     |
| 11   | Gabon                     | 0  | 0      | 1      | 1     |
| 11   | Mozambique                | 0  | 0      | 1      | 1     |
|      | Total                     | 16 | 16     | 31     | 63    |